# پتاف
پتاف (به انگلیسی: Pettaugh) یک روستا و محله مدنی در بریتانیا است که در Mid Suffolk واقع شده‌است. پتاف ۲۰۷ نفر جمعیت دارد.